# Rhinoptilus
Rhinoptilus (Strickland, 1852) è un genere di uccelli caradriformi della famiglia Glareolidae.

## Descrizione
Le specie appartenenti a Rhinoptilus sono uccelli simili al genere Cursorius; hanno zampe lunghe, ali corte e lunghi becchi appuntiti curvati verso il basso, ma differiscono per il becco più corto e più robusto, per le orbite piumate, per il tarso lungo e a forma di scudo e per il dito esterno che è unito mediante una piccola membrana.
Si cibano a terra inseguendo gli insetti a vista.
Le femmine depositano dalle due alle tre uova sul suolo.

## Distribuzione e habitat
Questi uccelli vivono nei deserti e nelle zone aride e semiaride di Africa e Asia meridionale.

## Tassonomia
Il genere Rhinoptilus comprende le seguenti specie:
- Rhinoptilus africanus (Temminck, 1807) - corrione dalle due fasce
- Rhinoptilus cinctus (Heuglin, 1863) - corrione di Heuglin
- Rhinoptilus chalcopterus (Temminck, 1824) - corrione alibronzate
- Rhinoptilus bitorquatus (Blyth, 1848) - corrione di Jerdon